# Thomas Walker Arnold
Pour les articles homonymes, voir Thomas Walker.
Sir Thomas Walker Arnold, né le 19 avril 1864 et mort le 9 juin 1930 à Londres, est un orientaliste et historien britannique. Il est surtout connu pour son œuvre The Preaching of Islam: A History of the Propagation of the Muslim Faith (« La Prédication de l'islam : histoire de la propagation de la foi musulmane » en français).

## Publications
- (en) Sir Thomas Walker Arnold, The preaching of Islam : a history of the propagation of the Muslim faith, Westminster, A. Constable and co., 1896, 388 p. (lire en ligne)(Original from the University of California)[1].
- The Caliphate, Oxford 1924, reissued with an additional chapter by Sylvia G. Haim: Routledge and Kegan Paul, London 1965[2].
- The Old and New Testaments in Muslim Religious Art (Schweich Lectures for 1928)[3].
- Painting in Islam, A Study of the Place of Pictorial Art in Muslim Culture (1928, reprint ed. 1965)[3].